# Эмкендорф
Эмкендорф (нем. Emkendorf) — община в Германии, в земле Шлезвиг-Гольштейн. 
Входит в состав района Рендсбург-Экернфёрде. Подчиняется управлению Норторфер Ланд.  Население составляет 1402 человека (на 31 декабря 2010 года). Занимает площадь 38,93 км².